# Flashover
Il flashover, in italiano "incendio generalizzato", è un fenomeno di combustione in cui il materiale combustibile contenuto in un'area chiusa si incendia quasi contemporaneamente, in conseguenza di un focolaio iniziale. Un incendio che in fase iniziale è limitato ad un solo oggetto in una stanza, ad esempio, sprigiona comunque fumi molto caldi come prodotto della combustione stessa. I fumi salgono verso l'alto ammassandosi in uno strato che diviene sempre più spesso e che, dal soffitto verso il basso, progressivamente tende a saturare di fumo l'ambiente. Se l'incendio non viene domato in tempo il calore irradiato che si è sprigionato fa aumentare la pressione (se in una stanza o luogo chiuso) e la temperatura di tutti gli altri oggetti presenti nell'ambiente, che rilasciano gas infiammabili per il fenomeno della pirolisi. Alla temperatura di autoignizione tali gas si autoincendiano, pertanto oggetti anche distanti dal focolaio iniziale iniziano a bruciare. Il flashover si produce a partire da temperature ambiente di 500 °C.
Esso rappresenta un brusco innalzamento della temperatura e un aumento massiccio della quantità di materiale che partecipano alla combustione.
"Non rappresenta un punto di non ritorno": a un certo punto dalla crescita dell'incendio il calore rilasciato per irraggiamento dal layer di fumi raggiunge un'intensità sufficiente per l'autoignizione della totalità dei materiali combustibili presenti nell'ambiente confinante.

## Pre-Flashover e Post-Flashover
Terminata la fase di crescita dell'incendio, se si realizzano le condizioni del flashover, la curva RHR subisce un brusco aumento fino a raggiungere un valore massimo. In ogni caso si ipotizza che anche dopo il flash over la curva cresca con andamento ancora proporzionale a t2 fino
al tempo tA.
Lo studio delle fasi di post-flashover è rivolto alla stima del grado di sollecitazione termica sugli elementi costruttivi, ovvero alla stima dei danni su oggetti; mentre lo studio pre-flashover è orientato alla stima dei danni causati dall'incendio sulle persone.

## Analogia idraulica
Il fenomeno del flash over viene anche spiegato con quanto avviene con il riempimento di una vasca d'acqua con scarico di fondo aperto.
Considerando:
- Quantità di acqua disponibile → Quantità di energia emessa per combustione dal combustibile
- Volume della vasca → Volume del compartimento e sua capacità a contenere il calore
- Dimensione del rubinetto e pressione dell'acqua → HRR (Heat of Release Rate) calore liberato dall'incendio nell'unità di tempo
- Dimensione e collocazione dello scarico che controlla la quantità di acqua che esce dal sistema → Perdita di calore per conduzione termica attraverso le pareti e attraverso il sistema di aerazione

Il flash over corrisponde al momento in cui l'acqua tracima e deborda dalla vasca per raggiunte condizioni critiche della portata di acqua che affluisce dal rubinetto.